# Хакимов, Нематжан
Нематжан Хакимов (узб. Neʼmatjon Hakimov/Неъматжон Ҳакимов, 1924 год, Андижан — 28 января 1944 год, Волынская область) — помощник наводчика станкового пулемёта 115-го кавалерийского полка, красноармеец. Герой Советского Союза (1965 год — посмертно).

## Биография
Родился в 1924 году в городе Андижан Узбекистана. Узбек. Окончил 7 классов, педагогическое училище. Работал на местном заводе.
В августе 1943 года был призван в Красную Армию Андижанским горвоенкоматом. На фронте с сентября того же года. Воевал в составе 115-го кавалерийского полка 8-й кавалерийской дивизии. Участвовал в боях за освобождение Украины.
На рассвете 28 января 1944 года два эскадрона 115-го кавалерийского полка с ходу форсировали реку Стырь в районе села Козлиничи и овладели господствующей высотой 193,0. Пятьдесят советских воинов с двумя 45-мм орудиями и четырьмя ПТР отразили несколько контратак фашистов.
В этих боях отличились расчет пулеметчиков Хакимова и Ершова. Танки противника несколько раз врывались на наши позиции, но без поддержки своей пехоты, отсеченной огнём пулемётчиков, несли потери и откатывались назад. Во время пятой контратаки на высоту двинулись 2 тяжелых танка «тигр», при поддержке 14 лёгких танков. Они вели сосредоточенный огонь по позиции пулемётного расчёта. Снаряды и заряды к ПТР кончились, и остановить танки было нечем.
В этой критической ситуации красноармеец Ершов, обвязавшись гранатами, бросился под гусеницы надвигающегося «тигра». Его примеру последовал Хакимов, бросившийся с гранатами под второй «тигр». Остальные танки повернули назад. Ценой своей жизни они спасли товарищей и способствовали удержанию плацдарма. Главные силы 8-й кавалерийской дивизии начали форсирование реки.
Был похоронен на месте боя у деревни Козлиничи, позднее перезахоронен в братской могиле в селе Старый Чарторийск.
В 1963 году военным комиссаром Волынской области Хакимов Нематжан и Ершов Виктор Егорович представлены к присвоению звания Героя Советского Союза.
Указом Президиум Верховного Совета СССР от 6 мая 1965 года за образцовое выполнение боевых заданий командования на фронтах борьбы с немецко-вражескими захватчиками в годы Великой Отечественной войны и проявленные при этом отвагу и геройство Хакимову Нематжану присвоено звание Героя Советского Союза.
Награждён орденом Ленина.
В их честь на месте подвига, на высоте 193,0 у села Старый Чарторийск, установлен обелиск. Бюсты Героя установлены в посёлке Маневичи, в городе Андижан на площади Свободы у школ № 32. Именем Героя названы улицы в городах Андижан и Луцк Волынской области.